# Эрлеи, Ласло
Ласло Эрлеи (венг. László Örley; 27 октября 1856, Пешт — 12 июля 1887) — венгерский зоолог. Наибольший вклад внёс в исследование нематод (в особенности паразитических представителей), а также кольчатых червей.

## Карьера
С отличием окончил Университет Пешта, после чего с 1876 года пять лет занимал должность ассистента профессора Тивадара Марго. Первая значительная публикация в 1878 году посвящена жизненному циклу свободноживущей нематоды — уксусной угрицы (Anguillula aceti). В том же году Эрлеи получил докторскую степень. Впоследствии Эрлеи выступал с докладами о географическом распространении паразитов человека и вызываемых ими болезнях на XX конгрессе венгерских врачей и естествоиспытателей (1879) и в Обществе естественной истории (1882). При поддержке Венгерской академии наук написал компилятивный труд «Фауна олигохет Венгрии» (венг. A magyarországi Oligochaeták faunája). С 1883 года занимал должность преподавателя гельминтологии в Университете Пешта. В 1886 году Тивадар Марго выдвинул Эрлеи на получение звания члена-корреспондента Венгерской академии наук.
В 1880—1881 годах Эрлеи работал в Лейпциге с Рудольфом Лейкартом, затем в Лондоне с Томасом Гексли и опубликовал несколько работ на материале коллекций Британского музея. В 1882—1883 годах работал на Зоологической станции в Неаполе, где изучал дыхание многощетинковых червей из семейств Serpulidae и Sabellidae и физиологию зародышей акул. По результатам вскрытия 40 особей акул и скатов исследовал паразитофауну, описал несколько новых видов.